# Pedioplanis laticeps
Pedioplanis laticeps är en ödleart som beskrevs av  Smith 1849. Pedioplanis laticeps ingår i släktet Pedioplanis och familjen lacertider. IUCN kategoriserar arten globalt som livskraftig. Inga underarter finns listade i Catalogue of Life.